# Ярост (филм, 2014)
„Ярост“ (на английски: Fury) е американски военен филм от 2014 г. на режисьора Дейвид Айър (който също е сценарист на филма), и участват Брад Пит, Шая Лабъф, Лоуган Лърман, Майкъл Пеня, Джон Бърнтол, Джейсън Айзакс и Скот Истууд.
Продукцията започна в началото на септември 2013 г. в Хартфордшър, Англия, а снимките започват на 30 септември 2013 г. в Оксфордшър и приключват на 13 ноември. Премиерата на филма е на 17 октомври 2014 г., който получава положителни отзиви, и печели 211 млн. щ.д. в световен мащаб.